# Umwehrung
Der Begriff Umwehrung wird in den Bauordnungen auch für den allgemein bekannteren Begriff Geländer verwendet. Eine Umwehrung ist danach eine bauliche Vorrichtung, die das Abstürzen von Personen gegenüber tiefer liegenden Flächen auf einem Baugrundstück verhindern soll. Der Oberbegriff Umwehrung wird für Geländer, Abschrankungen und Brüstungen verwendet, diese dienen der Verkehrssicherheit auf einem Baugrundstück bzw. innerhalb eines Gebäudes.

## Anforderungen
Umwehrungen sind immer dort erforderlich, wo Personen planmäßig Flächen (z. B. Treppenhäuser, Balkone usw.) begehen können und an denen ein Höhenunterschied von mehr als 1 m besteht. Für die Bereiche, die nicht planmäßig begangen werden können, besteht dagegen keine Verpflichtung zur Anbringung einer Umwehrung, beispielsweise gilt dies für nicht zur Begehung bestimmte Dachflächen (kiesbedeckte Flachdächer) oder für Baugrundstücke, die nicht als Erholungs-, Aufenthalts- oder Gartennutzflächen dienen.
Alle Arten von Umwehrungen müssen sowohl Standsicherheit als auch Verkehrssicherheit gewährleisten, so dass vor unbeabsichtigtem Abstürzen geschützt werden kann. Dazu ist in der Regel eine statische Berechnung erforderlich, die neben den zu verwendenden Profilen auch statische Nachweise mit Angaben bezüglich der Verankerung (Dübel, einbetonierte Bolzen usw.) der Umwehrung beinhalten muss. Zusätzlich ist bei Metallgeländern ein entsprechender Korrosionsschutz erforderlich, bei Holzgeländern sind alle Hölzer dauerhaft und wirksam gegen Fäulniseinwirkungen zu schützen.
Umwehrungen innerhalb von Wohngebäuden oder von Gebäuden, in denen kleine Kinder (unter 6 Jahre) regelmäßig Zutritt haben (beispielsweise Kindergärten) sind so auszubilden, dass diesen das Überklettern nicht erleichtert wird, beispielsweise durch den Einbau versetzter Horizontalsprossen.